# Château de Haute-Serre
Le château de Haute-Serre est situé en France, sur la commune de Cieurac dans le Lot. Il est aujourd'hui un Château viticole et un restaurant gastronomique.

## Histoire
Le château de Haute-Serre compte parmi les plus vieux châteaux viticoles de Cahors. Son vignoble s'étendait sur plus de 1 000 hectares durant l'âge d'or des vins de Cahors pendant le Moyen Âge.
La crise du phylloxéra porta un coup fatal au vignoble du château à la fin du XIXe siècle. Il faudra attendre les années 1970 pour voir à nouveau  de la vigne sur ce causse argilo-calcaire cadurcien, quand Georges Vigouroux, un négociant lotois, racheta le château pour lui rendre sa destination viticole.
Il est aussi à noter l'ouverture du restaurant "La Table de Haute-Serre" en 2008 dans les chais du château.

## La vigne

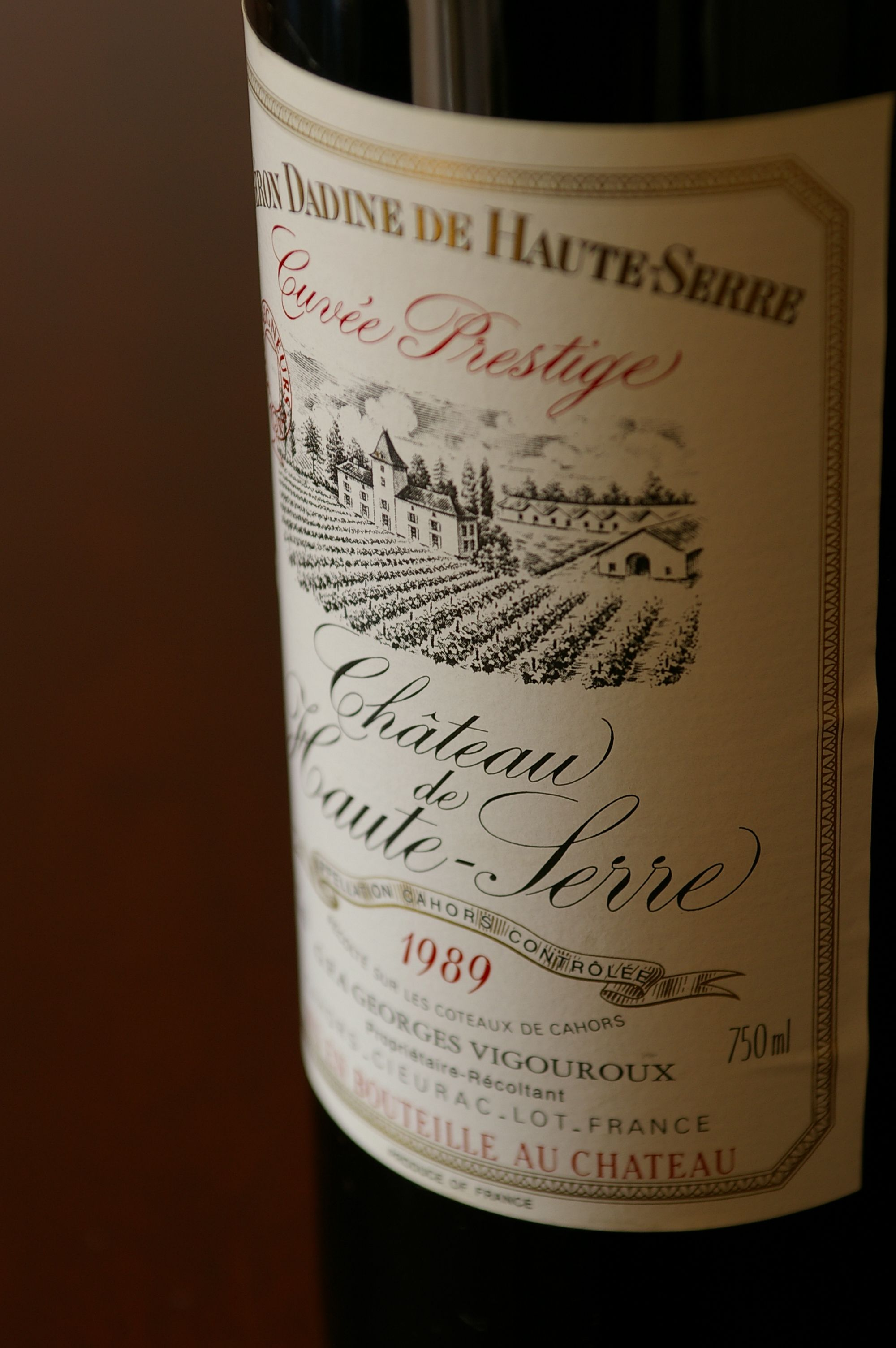
Geron Dadine du Chateau de Haute-Serre "Cuvee Prestige" 1989

### Le vignoble
Le vignoble compte actuellement 60 hectares composé majoritairement de malbec et en plus petites proportions de merlot et de tannat. Ces 3 cépages servent à la vinification de vins rouges classés en AOC Cahors. Le vignoble comprend aussi du chardonnay et du sauvignon destiné à la production de vins blancs classés en IGP Côtes du Lot.

### Le vin
Le château de Haute-Serre propose 4 vins rouges :
- Lafleur de Haute-Serre : vin rouge, 80 % de malbec
- Château de Haute-Serre - Grand Vin Seigneur : vin rouge, 80 % de malbec, 15 % de merlot, 5 % de tannat
- Géron Dadine de Haute-Serre : vin rouge, 100 % malbec
- Icône de Haute-Serre : vin rouge, 100 % malbec

Le château compte également deux vins blancs :
- Albesco : vin blanc, 100 % chardonnay
- Albesco Sauvignon : vin blanc, 100 % sauvignon

Un vin rosé :
- Rosas vinitos : vin rosé, 100 % malbec

Enfin un vin effervescent : 
- Bellefleur : un vin effervescent 100% malbec, couramment appelé "Bulles de malbec".

## La Table de Haute-Serre
La Table de Haute-Serre est un restaurant gastronomique qui a ouvert en 2008 dans les chais de vinification et d'élevage du château de Haute-Serre. Le Guide Michelin l'a gratifié du BIB Gourmand en 2017 pour sa cuisine orientée vers le terroir du Lot et son bon rapport qualité/prix. 
Le chef pratique dans ce restaurant la "bistronomie", mélange culinaire entre le bistro et la gastronomie lancé en 1997.

## Anecdotes
Le cépage malbec se nomme également par endroits auxerrois. Ce nom serait une déformation du lieu-dit « Haute-Serre ».
La cuvée Géron Dadine porte le nom d'un chanoine qui cultivait les vignes du château au XVIe siècle.